# Robrecht de Clercq

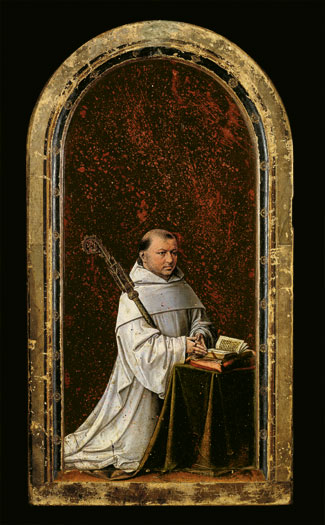
Robrecht de Clercq

Robrecht de Clercq (Atrecht, 29 november 1489 - Brugge, 26 januari 1557) was van 1519 tot 1557 abt van de Abdij Onze-Lieve-Vrouw Ten Duinen te Koksijde (als Robrecht II). 

## Afkomst
Robrecht was afkomstig uit Artesië, dat toen deel uitmaakte van de Zuidelijke Nederlanden. Zijn vader, Johannes de Clercq, was schepen van Atrecht. Zijn moeder was Marie Lefebvre.

## Abt van de Duinenabdij
Sinds 1507 werd Robrecht als monnik van de Duinenabdij de biechtvader van Margaretha van Oostenrijk. 
Op 9 oktober 1519 wordt Robrecht op 30-jarige leeftijd tot abt verkozen.
Hij verblijft vaak in het Brugse refugehuis van de Duinenabdij, in de Snaggaartstraat.
De abt investeert in het verfraaien van de abdijkerk.
Door overstromingen in Zeeland - waar de abdij heel wat van haar landbouwgoederen uitbaatte - kijkt de abdij tegen enorme kosten op voor het herstellen van dijken. Robrecht moet in 1531 grote sommen geld lenen.
De monniken beginnen te dromen van een verhuis naar Brugge. Abt Robrecht probeert een verhuis naar de bijna volledig ontvolkte Eekhoutabdij maar door tegenkanting van het Veurnse stadsbestuur krijgt het plan niet de noodzakelijke goedkeuring van keizer Karel V. Robrecht gaat niet in op het tegenvoorstel van stadsbestuur om een nieuwe adbij in Veurne te bouwen. De Veurnenaars zijn boos en naar aanleiding van betwistingen over de rechten van de abdij op het dijkgraafschap, sturen ze op 27 juni 1559 plunderaars naar de Duinenabdij.
Mogelijk door de vele problemen van de abdij en de politieke onrusten in de regio, daalt het aantal monniken tot amper 15 (+ nog enkele lekenbroeders).
Abt Robrecht schijnt al in 1553 gezondheidsproblemen gehad te hebben. Eind 1556 kan hij zijn bed niet meer verlaten en hij overlijdt begin 1557.
Hij had een praalgraf in de abdijkerk laten optrekken en wordt aldaar begraven.

## Monniken ten tijde van abt Robrecht
- Frans Domini: hij studeerde theologie in Leuven (1531)
- Jan van de Visscherie, lekenbroeder (tot 1564)